# Lokura
«Lokura» (estilizado en mayúsculas) es una canción de la cantautora argentina Lali, incluida en su sexto álbum de estudio, No vayas a atender cuando el demonio llama (2025). Fue compuesta conjuntamente por los intérpretes, BB Asul, Juan Giménez Kuj, Martín D'Agosto, Mauro De Tommaso y Don Barreto, mientras que la producción quedó a cargo de estos dos últimos.

## Recepción

### Rendimiento comercial
En Argentina, tras el lanzamiento de No vayas a atender cuando el demonio llama, «Plástico» debutó en el vigésimo primer puesto del listado diario de canciones más escuchadas de Spotify el 30 de abril de 2025, lo que significó el segundo mejor debut de una canción del disco. El álbum también tuvo un impacto notable en la lista de éxitos, con seis pistas ingresando al Argentina Hot 100, incluyendo una colaboración adicional de Lali. Como resultado, la artista logró tener siete canciones simultáneas en la lista. En cuanto a «Lokura», debutó en el puesto ochenta y uno durante la semana del 17 de mayo de 2025.

## Presentaciones en vivo
Lali interpretó «Lokura» por primera vez en su séptima gira de conciertos, Lali Tour 2025, donde la incluyó como la canción de apertura del espectáculo después de la intro marcada por «Popstar». En la actuación, usó vestida de negro con un sombrero de cuero con una estrella de brillos, un body de encaje y una campera larga con flecos mientras cantaba sobre una tarima en el fondo y centro del escenario.

## Créditos y personal
Intérpretes y músicos
- Lali: voz, composición, letra
- Isabela Terán Lieban: composición, letra, coros
- Martin D'Agosto: composición, letra, coros
- Juan Giménez Kuj: composición, letra, bajo eléctrico, teclados
- Mauro De Tommaso: composición, letra, guitarra, teclados
- Federico «Don» Barreto: composición, letra, teclados
- Santiago Nápoles: guitarra
- Juan Giménez: bajo eléctrico
- Guillermo Salort: batería

Técnicos
- Mauro De Tommaso: producción, ingeniería de audio
- Federico «Don» Barreto: producción, ingeniería de audio
- Dave Kutch: ingeniería de masterización
- Lewis Pickett: ingeniería de mezcla
- Isabel Rodríguez Siblesz: ingeniería de mezcla (asistencia)

Los créditos están adaptados de las notas de No vayas a atender cuando el demonio llama y AllMusic.

## Posicionamiento en listas

### Semanales
| País      | Lista             | Mejor posición |
| 2025      | 2025              | 2025           |
| --------- | ----------------- | -------------- |
| Argentina | Argentina Hot 100 | 81             |